# دریاچه لدنیکوویه (نووایا زملیا)
دریاچه لدنیکوویه (روسی: Леднико́вое؛ IPA: [ˈlʲɪdnikovojʲɪ]) یک دریاچه در استان آرخانگلسک کشور روسیه است.